# Ferrovia Tantow-Gartz
La ferrovia Tantow-Gartz era un breve linea ferroviaria prussiana, nella provincia di Brandeburgo.

## Storia
La linea venne costruita per collegare la città di Gartz alla ferrovia Berlino-Stettino, da cui si diramava nella stazione di Tantow. Fu attivata il 15 marzo 1913, restando sempre confinata all'ambito locale.
Interrotta nel 1945 in seguito ai danni bellici, non venne più ripristinata. Il materiale di armamento venne rimosso e inviato in Unione Sovietica in conto riparazioni di guerra.

## Caratteristiche

### Percorso
| Straight track |

| Station on track |

| Unknown route-map component "xABZgr" |

| Unknown route-map component "exBHF" |

| Unknown route-map component "exKBHFe" |